# کودکی (ترانه مایکل جکسون)
«کودکی» (به انگلیسی: Childhood) ترانه‌ای از خواننده اهل ایالات متحده آمریکا مایکل جکسون است. این ترانه به‌عنوان یک قطعه از آلبوم استودیویی ۱۹۹۵ جکسون،
هیستوری است و به‌عنوان یک رو و پشت صفحه با تک‌آهنگ «جیغ» منتشر شد.